# Draževitići
Draževitići – wieś w Chorwacji, w żupanii splicko-dalmatyńskiej, w mieście Vrgorac. W 2011 roku liczyła 203 mieszkańców.